# كأس الإمبراطور 2002
كأس الإمبراطور 2002 (باليابانية: 第82回天皇杯全日本サッカー選手権大会) هو الموسم 82 من كأس الإمبراطور. فاز فيه نادي كيوتو سانغا.